# Oléac-Dessus
Oléac-Dessus (okzitanisch Auliac Dessús) ist eine französische Gemeinde mit 112 Einwohnern (Stand: 1. Januar 2022) im Département Hautes-Pyrénées in der Region Okzitanien (bis 2015 Midi-Pyrénées). Sie gehört zum Arrondissement Tarbes und zum Gemeindeverband Coteaux du Val d’Arros. Die Bewohner werden Oléacais genannt.

## Geografie
Die Gemeinde Oléac-Dessus liegt im Norden der Landschaft Bigorre im Vorland der Pyrenäen, etwa 19 Kilometer südöstlich der Départements-Hauptstadt Tarbes und 20 Kilometer nordwestlich von Lannemezan. Das 3,72 km² umfassende Gemeindegebiet wird im Osten vom Fluss Arrêt begrenzt. Umgeben wird Oléac-Dessus von den Nachbargemeinden Tournay im Norden, Poumarous im Osten und Südosten, Luc im Südwesten sowie Oueilloux im Westen.

## Ortsname
Im Jahr 1086 erschien der Ortsname erstmals als Oleag. Der Name entwickelte sich über De Oleaco (1313) und De Oleato (1379) zu Oleac dessus Ende des 18. Jahrhunderts auf einer Cassini-Karte. Der Name Oléac leitet sich vom lateinischen Personennamen Olius ab; mit dem Suffix -acum ergibt sich die Domäne des Olius. Dessus steht für oberhalb, in diesem Fall oberhalb von Oléac-Debat.

## Bevölkerungsentwicklung
| Jahr      | 1962 | 1968 | 1975 | 1982 | 1990 | 1999 | 2006 | 2013 | 2021 |
| Einwohner | 100  | 82   | 101  | 88   | 92   | 89   | 93   | 117  | 112  |

Im Jahr 1866 wurde mit 304 Bewohnern die bisher höchste Einwohnerzahl ermittelt. Die Zahlen basieren auf den Daten von cassini.ehess und INSEE.

## Sehenswürdigkeiten

Kirche Saint-Pierre
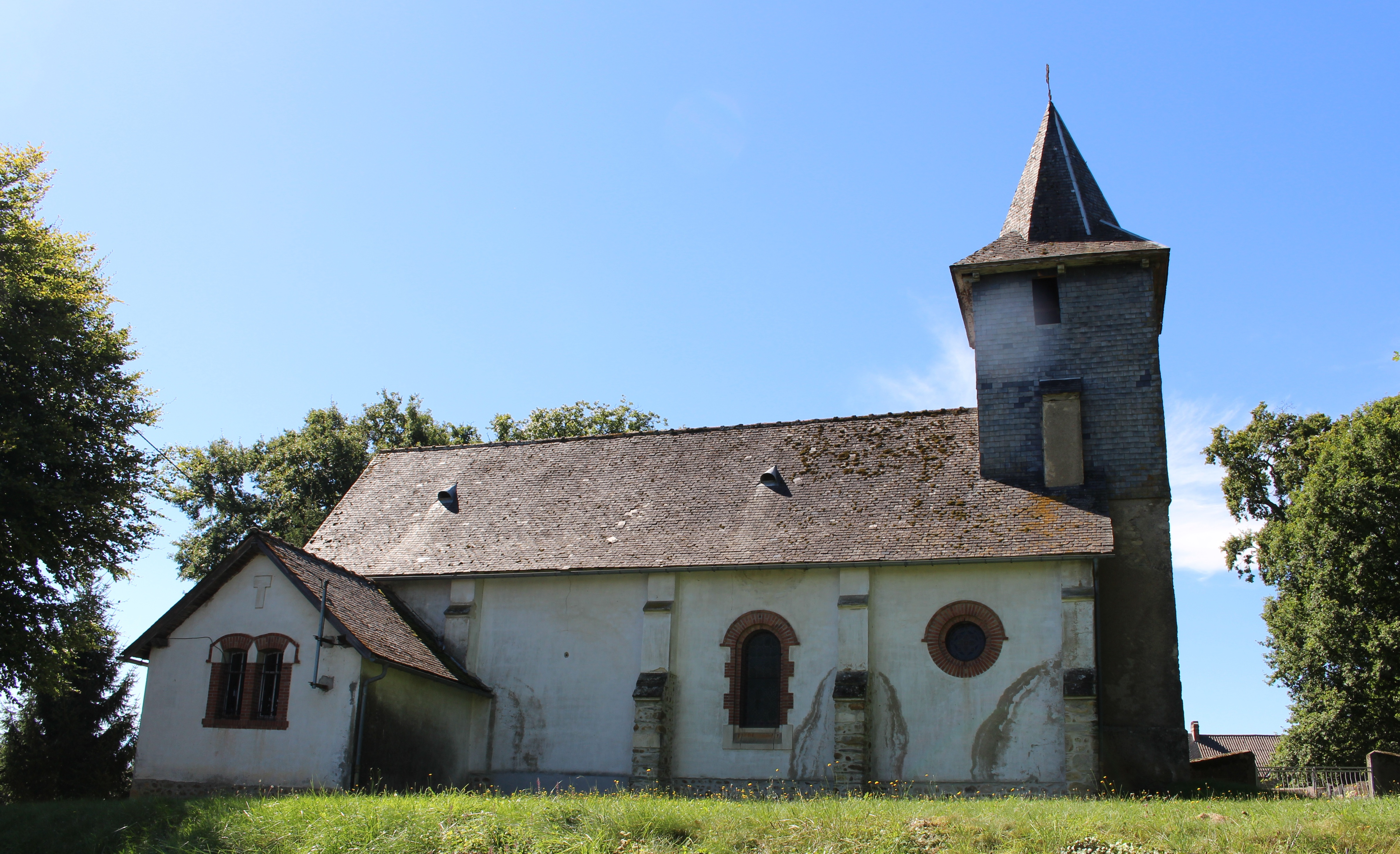
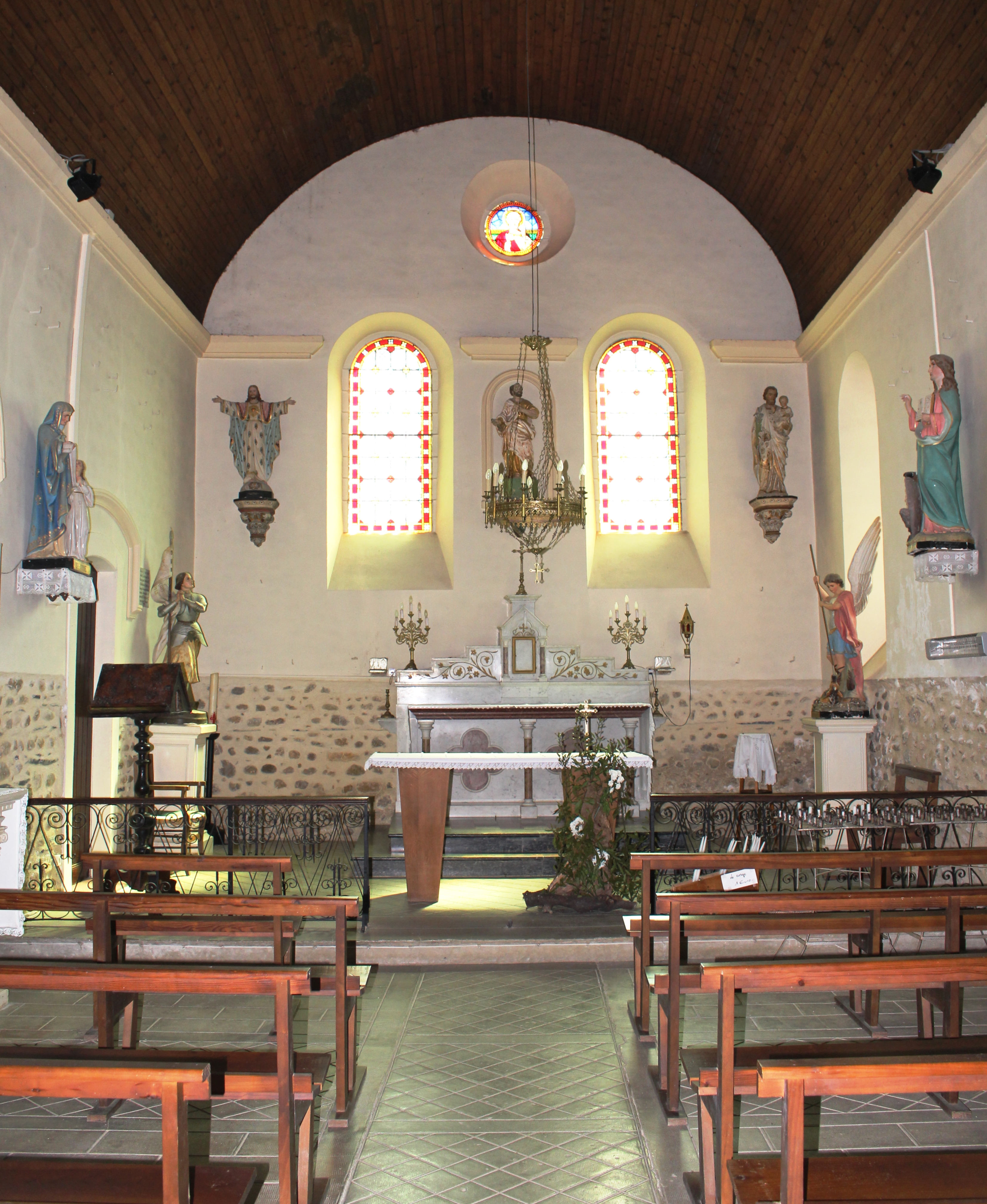
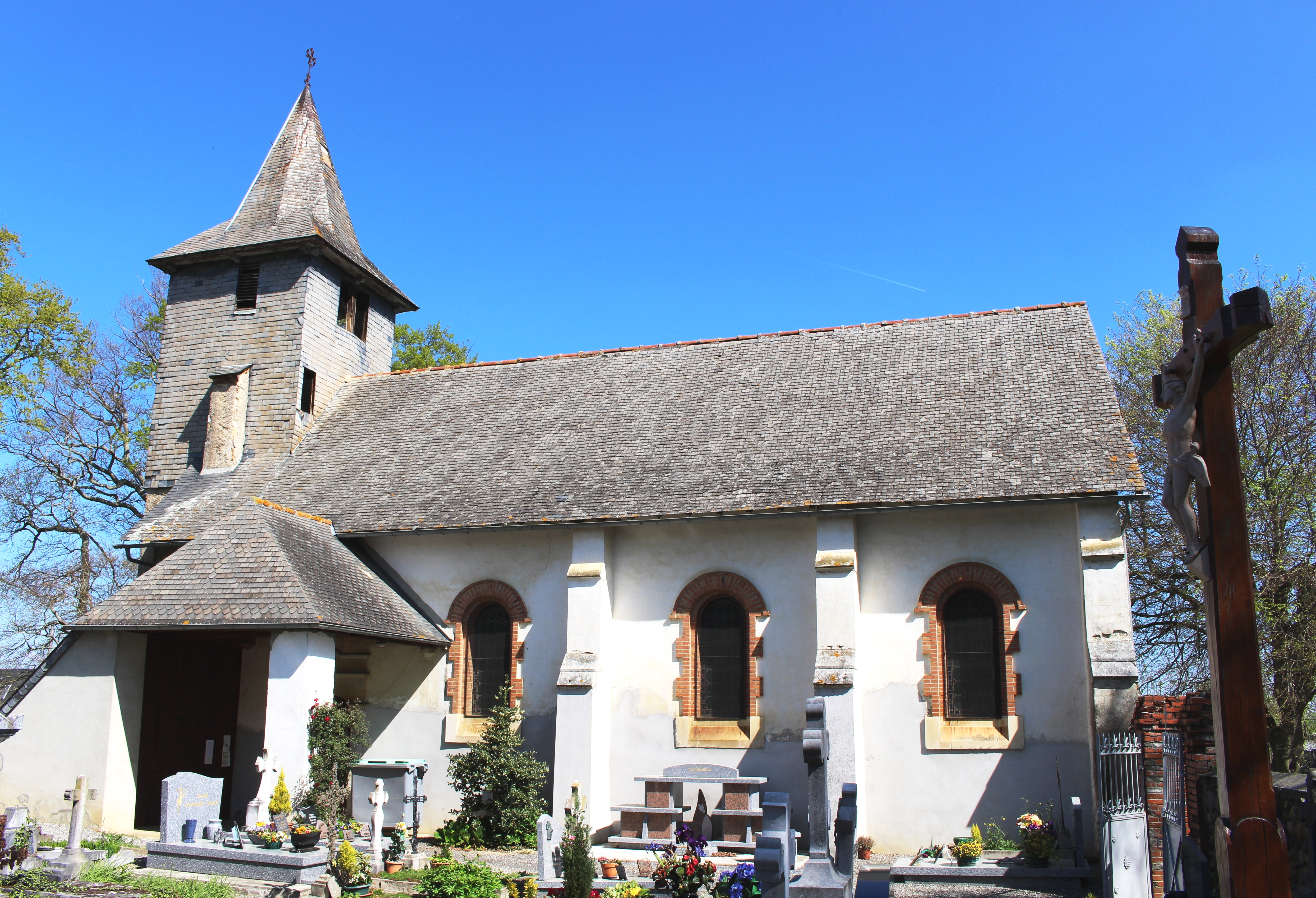

- zwei Wegkreuze

- Kirche Saint-Pierre

## Wirtschaft und Infrastruktur
Oléac-Dessus ist bäuerlich geprägt. In der Gemeinde sind 14 Landwirtschaftsbetriebe ansässig (Rinder- und Pferdezucht).
Die Gemeinde Oléac-Dessus ist verkehrstechnisch gut erschlossen. Im acht Kilometer entfernten Tournay bestehen Anschlüsse an das Fernstraßennetz und die Autoroute A64. In Tournay befindet sich auch der nächstgelegene Bahnhof – an der Bahnstrecke Toulouse–Bayonne.

## Belege
1. ↑  Michel Grosclaude und Jean-Francois Le Nail: Dictionnaire toponymique des communes des Hautes-Pyrénées, Tarbes, Conseil Général des Hautes-Pyrénées, (ISBN 2-9514810-1-2, notice BnF no FRBNF37213307) (französisch)
2. ↑  Oléac-Dessus auf cassini.ehess
3. ↑  Oléac-Dessus auf INSEE
4. ↑  Landwirtschaftsbetriebe auf annuaire-mairie.fr (französisch)